# Monumento a Domingo Arenas
El Monumento a Domingo Arenas (más conocido como «El Caballito») es una estatua encuestre de bronce creada en honor al general de la Revolución Mexicana, Domingo Arenas. Se encuentra en el Zócalo de Zacatelco en el estado mexicano de Tlaxcala, frente a la Carretera Federal Zacatelco-Puebla.

## Características
El tema central de la estatua es representar las batallas que Domingo Arenas hizo durante la Revolución Mexicana. La pose del caballo, el cual tiene una de las patas frontales en el aire, significa que el general murió en las heridas recibidas en combate, precisamente en 1917, por negarse a recibir una amnistía en el estado de Puebla.
Se aprecia a Domingo Arenas vestido de revolucionario, portando un rifle, y sin la mano izquierda —perdida en combate—, por lo cual recibía el sobrenombre del «Manco del Sur». Una segunda estatua se encuentra a lado del monumento principal, esta por el contrario se distingue por llevar un libro bajo el brazo derecho y está vestido formalmente de traje.